# 市西村
市西村（しさいむら）とは、千葉県市原郡にかつて存在した村である。現在の千葉県市原市の北部に位置している。

## 沿革
- 1889年（明治22年）4月1日 - 町村制施行に伴い、海士有木村・大坪村・相川村・福増村・山倉村・新堀村・武士村が合併し市原郡市西村が発足。
- 1955年（昭和30年）3月31日 - 養老村と合併し、三和町が発足。市西村は消滅。
- 1956年（昭和31年）3月25日 - 三和町と海上村が合併し、三和町が発足。
- 1963年（昭和38年）5月1日 - 市原町、五井町、三和町、姉崎町、市津町が合併し、市原市が発足。三和町は消滅。

## 交通

### 鉄道
- 小湊鉄道
  - ■小湊鉄道線
    - 海士有木駅 - 上総三又駅

## 参考資料
- 市原のあゆみ[要文献特定詳細情報]